# Euro

Graficzny symbol euro

Euro (znak: €, kod ISO 4217: EUR; bułg. евро, trb. ewro; gr. ευρώ; łot. eiro; lit. euras; malt. ewro; słoweń. evro; węg. euró) – nazwa waluty wprowadzonej w większości państw Unii Europejskiej, a także innych, w miejsce walut krajowych. W formie gotówkowej walutę euro wprowadzono do obiegu dnia 1 stycznia 2002 roku.
Euro jest prawnym środkiem płatniczym w 20 państwach tworzących w Unii Europejskiej strefę euro, a obejmującą swym obszarem około 341 mln Europejczyków.
Waluta euro używana jest także w 11 krajach i terytoriach nienależących do UE. W Watykanie, Monako, San Marino i Andorze przed wprowadzeniem euro do transakcji gotówkowych obowiązywały waluty krajów unijnych, z którymi sąsiadują. Pragmatyzm nakazywał, by i u nich obowiązywało euro. W częściowo uznawanym państwie Kosowo i w Czarnogórze, które uzyskały niepodległość dużo później niż wejście w życie euro i zdecydowały się nie tworzyć własnych walut, lecz wybrać jedną z najbardziej znaczących na świecie. Euro obowiązuje też w odległych od Europy francuskich posiadłościach na Oceanie Atlantyckim i Indyjskim oraz w brytyjskich bazach wojskowych na Cyprze.
Strefa euro (eurostrefa, euroland, obszar euro) jest tworzącą unię walutową wspólną przestrzenią unijnych państw, które wprowadziły euro jako swoją walutę, gdzie Europejski Bank Centralny prowadzi niezależną politykę pieniężną.
Przy kwocie w obiegu wynoszącej ponad 751 miliardów euro jest walutą o najwyższej wartości gotówkowej na świecie. Na euro przypada 27% światowych rezerw walutowych.

## Wygląd

### Monety euro
Wszystkie monety mają identyczne rewersy (strona wspólna) z nominałem i mapą Europy. Awersy (strona narodowa) zawierają symbole narodowe (przeważnie nieoficjalne) ustalone przez poszczególne kraje strefy euro. Wyjątkiem są Kosowo i Czarnogóra, które jednostronnie ogłosiły euro swoją walutą. Wszystkie monety są tak samo ważnym środkiem płatniczym bez względu na to, co przedstawiają i gdzie są wydawane.

### Banknoty euro
Wszystkie nominały, w przeciwieństwie do monet, są identyczne po obu stronach. Pod nazwą waluty zapisaną alfabetem łacińskim jest także nazwa zapisana alfabetem greckim oraz cyrylicą (monety: tylko łaciński). Banknoty wyróżniają się na tle prawie wszystkich innych walut świata tym, że nie zawierają twarzy ludzi uznanych przez państwo za wybitne. Awers zawiera bramę lub okna typowe dla danej epoki w architekturze, ujęte w taki sposób, aby nie było wiadomo, na których konkretnie budowlach są wzorowane. Każdy rewers zawiera most odpowiedni do czasów reprezentowanych przez awers oraz mapę Europy:

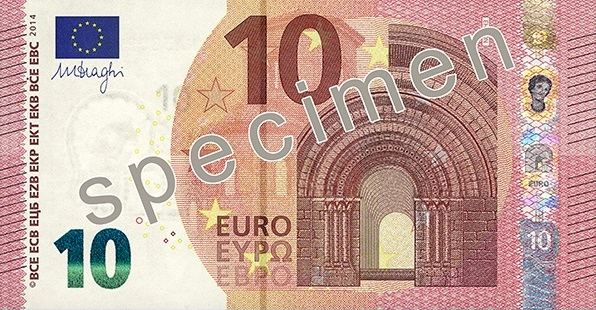
Dziesięć euro

- 5 euro – brama z okresu klasycznego
- 10 euro – brama romańska (most na rewersie odbija się w wodzie)
- 20 euro – okna gotyckie (most na rewersie odbija się w wodzie)
- 50 euro – okna renesansowe
- 100 euro – brama barokowa (most na rewersie odbija się w wodzie)
- 200 euro – okna secesyjne
- 500 euro – okna XX-wiecznego biurowca.

## Utworzenie waluty
Pierwsze plany utworzenia unii walutowej pojawiły się już w latach 60. XX wieku, lecz dopiero w latach 70. opracowano plan wprowadzenia wspólnej waluty, a w 1979 roku powstał europejski system walutowy. W 1986 ECU zostało trzecią walutą na świecie, w której emitowano obligacje międzynarodowe.
Genezy euro jako jednolitej waluty Unii Europejskiej należy szukać w historii Unii Europejskiej oraz w historii światowej gospodarki. Z jednej strony, w 1968 roku nastąpiła realna integracja gospodarcza w postaci unii celnej, z drugiej strony upadek systemu kursu walutowego doprowadził do zbyt mocno zmieniających się kursów walut, który w opinii polityków osłabiał handel.
W 1970 roku po raz pierwszy została skonkretyzowana idea europejskiej unii walutowej. W tak zwanym planie Wernera, luksemburski premier Pierre Werner wypracował wraz z ekspertami Unii Gospodarczej i Walutowej, ideę jednolitej waluty. Projekt ten poniósł fiasko z powodu upadku systemu z Bretton Woods.
Ostateczna decyzja o utworzeniu wspólnej waluty Unii Europejskiej zapadła w ramach traktatu z Maastricht, który powoływał do życia unię gospodarczą i walutową.
W grudniu 1995 w Madrycie wspólnej walucie nadano nazwę euro. Ustanowiono też system TARGET – system automatycznych przeliczeń walut narodowych na euro.
1 stycznia 1999 nastąpiła inauguracja euro w transakcjach bezgotówkowych w 11 krajach (bez Grecji), a od 1 stycznia 2002 wprowadzono tę walutę w formie gotówkowej w dwunastu państwach UE (oprócz Wielkiej Brytanii, Szwecji i Danii). 1 lipca 2002 ostatecznie wycofano z obiegu waluty narodowe 12 państw, które przystąpiły do strefy euro.
Rozszerzenie strefy euro nastąpiło do tej pory siedmiokrotnie: 1 stycznia 2007 przez euro został zastąpiony tolar słoweński, 1 stycznia 2008 funt cypryjski i lira maltańska, 1 stycznia 2009 korona słowacka, 1 stycznia 2011 korona estońska, 1 stycznia 2014 łat łotewski, 1 stycznia 2015 lit litewski, a 1 stycznia 2023 kuna chorwacka. 
Sztywne kursy wymiany mają Bułgaria, Bośnia i Hercegowina, Komory i Republika Zielonego Przylądka. Waluta Danii należy do mechanizmu kursów walutowych ERM II.

## Kryteria konwergencji
Kryteria konwergencji czy też zbieżności można podzielić na dwie grupy: kryteria monetarne (inflacja, długookresowe stopy procentowe oraz kursy walutowe), oraz fiskalne (deficyt budżetowy, dług publiczny).
Aby wejść do strefy euro, należy spełnić kryteria konwergencji takie jak:
- inflacja nie wyższa niż o 1,5 punktu procentowego od średniej stopy inflacji w trzech państwach UE, gdzie inflacja jest najniższa
- dług publiczny nieprzekraczający 60% PKB
- deficyt budżetowy nie wyższy niż 3% PKB
- długoterminowe stopy procentowe nieprzekraczające o więcej niż o 2 p.p. średniej stóp procentowych w 3 państwach UE o najniższej inflacji (6,4% według danych za marzec 2007 roku)
- stabilny kurs wymiany waluty w ciągu ostatnich 2 lat – wahania kursów walut nie mogą przekroczyć ±15% do ustalonej początkowo wartości (wprowadzenie waluty do mechanizmu kursów walutowych ERM II).

## Strefa euro
państwa strefy euro (20+4)
     państwa spoza Unii Europejskiej używające euro (2)
     państwa Unii Europejskiej, które nie przystąpiły do strefy euro (7)

euro:
państwa strefy euro (20+4)
państwa spoza Unii Europejskiej używające euro (2)
państwa Unii Europejskiej, które nie przystąpiły do strefy euro (7)

Obecnie członkami unii gospodarczej i walutowej jest 20 z 27  państw członkowskich Unii Europejskiej:
Austria, Belgia, Chorwacja, Cypr, Estonia, Finlandia, Francja, Grecja, Hiszpania, Holandia, Irlandia, Litwa, Luksemburg, Łotwa, Malta, Niemcy, Portugalia, Słowacja, Słowenia, Włochy,
a ponadto 4 inne państwa (Andora, Monako, San Marino, Watykan). Z kolei w Czarnogórze i na terytorium Kosowa – euro jest walutą bez członkostwa w unii gospodarczej i walutowej.
Euro jest również środkiem płatniczym w większości terytoriów zamorskich Francji, między innymi na położonym przy kanadyjskim wybrzeżu St-Pierre-et-Miquelon w Ameryce Północnej oraz Gujanie Francuskiej w Ameryce Południowej. Natomiast francuskie terytoria zależne na Oceanie Spokojnym mają sztywno powiązany kurs waluty (franka CFP) z euro.
Zależny od euro jest kurs marki transferowej, oficjalnej waluty Bośni i Hercegowiny (stały przelicznik 1 EUR = 1,95583 MK).

## Wymiana walut narodowych na euro

### W roku 2002
Początkowo waluta ta była tylko międzybankową walutą rozliczeniową i nie znajdowała się w normalnym obiegu. W dniu 1 stycznia 2002 roku nastąpiło zastąpienie walut państw członkowskich strefy euro monetami i banknotami euro, co było największą przeprowadzoną na świecie jednorazową operacją walutową. Cała akcja wymiany walut zakończyła się 1 lipca 2002 roku, kiedy to waluty narodowe państw strefy euro zostały całkowicie wycofane. Kursy między walutami narodowymi, które miało zastąpić euro, zostały zamrożone 1 stycznia 1999 roku.
1 stycznia 2002 roku ustanowiono strefę euro. Kurs wymiany za 1 €:
- 0,787564 funta irlandzkiego (IEP)
- 1,95583 marki niemieckiej (DEM)
- 2,20371 guldena holenderskiego (NLG)
- 5,94573 marki fińskiej (FIM)
- 6,55957 franków francuskich (FRF)
- 6,55957 franków monakijskich (MCF)
- 13,7603 szylinga austriackiego (ATS)
- 40,3399 franków belgijskich (BEF)
- 40,3399 franków luksemburskich (LUF)
- 166,386 pesety hiszpańskiej (ESP)
- 200,482 escudo portugalskiego (PTE)
- 340,750 drachmy greckiej (GRD)
- 1936,27 lira sanmaryńskiego (SML)
- 1936,27 lira watykańskiego (VAL)
- 1936,27 lira włoskiego (ITL).

Wymianie uległo 4,5 biliona euro w gotówce oraz przeliczono waluty narodowe na ponad 10 bilionów euro na kontach bankowych na całym świecie.

### W pozostałych latach
- 1 stycznia 2007 roku do strefy euro wstąpiła Słowenia. Kurs wymiany za 1 €:  239,640 tolarów słoweńskich (SIT).
- 1 stycznia 2008 roku do strefy euro wstąpiły Cypr oraz Malta. Kurs wymiany za 1 €: 
  -  0,429300 liry maltańskiej (MTL)
  -  0,585274 funta cypryjskiego (CYP).
- 1 stycznia 2009 roku do strefy euro przystąpiła Słowacja. Kurs wymiany za 1 €:  30,1260 koron słowackich (SKK).
- 1 stycznia 2011 roku do strefy euro przystąpiła Estonia. Kurs wymiany za 1 €:  15,6466 koron estońskich (EEK).
- 1 stycznia 2014 roku do strefy euro przystąpiła Łotwa. Kurs wymiany za 1 €:  0,702804 łata (LVL)[18].
- 1 stycznia 2015 roku do strefy euro przystąpiła Litwa. Kurs wymiany za 1 €:  3,45280 lita (LTL).
- 1 stycznia 2023 roku do strefy euro przystąpiła Chorwacja. Kurs wymiany za 1 €:  7,53450 kun (HRK)[19].

## Mechanizm ERM II
Mechanizm kursów walutowych (ERM II) został wprowadzony przez Wspólnotę Europejską w 1979, jako część Europejskiego Systemu Walutowego, w celu redukcji wahań kursowych walut państw członkowskich Unii Europejskiej. Mechanizm ten oparty jest na powiązaniu i usztywnieniu kursów wymiany walut państw członkowskich. Do mechanizmu kursów walutowych (ERM II) od 1 stycznia 1999 r. należy Dania, a od 10 lipca 2020 r. Bułgaria

## Emisja euro
Banknoty euro są drukowane pod bezpośrednią kontrolą Europejskiego Banku Centralnego (w 14 różnych drukarniach) i mają jednolity wygląd we wszystkich państwach strefy euro.
Monety są produkowane przez mennice poszczególnych państw. Monety mają jednakowy kształt, jednakowy materiał i jednakowy wygląd rewersu (wspólna strona).
- Na rewersach od 1 do 5 centów przedstawiono Europę Zachodnią na mapie świata. Zaznaczono wszystkie państwa Europy, również te, które nie należą do Unii.
- Na pierwszej wersji rewersów monet od 10 do 50 centów przedstawiono 15 poszczególnych państw członkowskich UE w pewnej odległości od siebie, w tym nienależących do strefy euro: Danii, Szwecji i Wielkiej Brytanii.
- Na pierwszej wersji rewersów monet o wartości 1 i 2 euro, państwa UE-15 złączone są w jedną całość, co odzwierciedla dewizę „jedności w różnorodności”.
- Od 2007 roku wprowadzano nowe monety. Monety od 10 centów do 2 euro są z rewersem przedstawiającym bez granic większą część Europy, zachowując rewersy monet od 1 do 5 centów, na których pod lupą widać, że nowe państwa członkowskie nie są częścią zaznaczonego obszaru.

Awersy (strona narodowa) natomiast są inne w każdym z państw, które decydują, jakie symbole są tam zamieszczone (przy czym monety euro bez względu na stronę narodową są prawnym środkiem płatniczym na terenie całej strefy euro). Oznacza to, że sklepy czy banki na terenie danego kraju nie mają prawa do odmowy przyjęcia monet wybitych w innych krajach. Istnieją także srebrne monety 10 €, które są wprawdzie prawnym środkiem płatniczym, ale ze względu na ich wartość kolekcjonerską raczej nie są spotykane w sklepach.
Dystrybucją banknotów i monet zajmują się poszczególne banki centralne państw strefy euro pod ścisłą kontrolą Europejskiego Banku Centralnego.
Pojawiające się natomiast na rynku numizmatycznym tak zwane próbne monety euro z Danii, Szwecji, Wielkiej Brytanii, Polski (istnieją nawet dwa warianty – bite na Słowacji na zlecenie polskich kupców numizmatycznych oraz w Wielkiej Brytanii na zlecenie firmy zagranicznej) i innych krajów wstępujących do Unii Europejskiej są produktem prywatnym, od których banki emisyjne (w tym Narodowy Bank Polski) zdecydowanie się odcinają; nie przeszkadza to jednak w handlu tymi monetami po dosyć wygórowanych cenach. Istnieją nawet „próbne monety euro” ze Szwajcarii, która do Unii nie należy, a nawet Szkocji i Padanii.

## Euro w Polsce
Po wejściu do Unii Europejskiej w 2004 r., według pierwotnych planów Ministerstwa Finansów Polska miała być gotowa do wejścia do strefy euro w 2009 roku. Obecnie nieznana jest data planowanego wejścia złotego do mechanizmu kursów walutowych ERM II oraz wprowadzenia euro w Polsce.
W 2011 roku, a więc 2 lata po niespełnionym, planowanym terminie wycofania złotego, według sondaży większość Polaków była przeciwna zmianie waluty.
Na mocy § 11 rozporządzenia Ministra Finansów z dnia 4 września 2007 roku w sprawie ogólnych zezwoleń dewizowych również w Polsce można używać euro do rozliczeń, w których jedną stroną jest konsument i odbiorca usług (np. w sklepie, u fryzjera).
Po wygranych wyborach parlamentarnych w 2007 Platforma Obywatelska zapowiedziała, że Polska będzie starać się jak najszybciej spełnić kryteria spójności, aby wejść do strefy euro już w 2012 lub 2013 roku. W późniejszych wypowiedziach Prezes Rady Ministrów Donald Tusk zapowiedział, że Polska wejdzie do strefy euro już w 2011 roku. Wcześniej premier zapowiedział, że nie odbędzie się referendum w sprawie wejścia Polski do strefy euro. 16 września 2008 roku premier Tusk wspólnie z RPP i NBP potwierdzili zamiar spełnienia w 2011 roku przez Polskę kryteriów wejścia Polski do strefy euro. Pod koniec 2008 roku premier potwierdził, że referendum dotyczącego wprowadzenia euro w Polsce nie będzie. Warto jednak zauważyć, iż Rzeczpospolita Polska zobowiązała się w traktacie akcesyjnym do przyjęcia euro, nie określając jednakże, kiedy ma to nastąpić.
Do zamiany złotego na euro niezbędna jest zmiana uprawnień NBP określonych w Konstytucji Rzeczypospolitej Polskiej. Od strony produkcyjnej Polska jest przygotowana do decyzji o przyjęciu euro. Polska Wytwórnia Papierów Wartościowych od 2006 roku znajduje się wśród 15 akredytowanych przez Europejski Bank Centralny podmiotów, które mogą drukować euro.
W lutym 2009 NBP opublikował raport, w którym zaproponował opóźnienie przyjęcia euro ze względu na wahania kursu złotego podczas kryzysu finansowego. Rząd nie zmienił harmonogramu wstąpienia do strefy euro w 2012 roku.
W marcu 2009 pojawiły się ekspertyzy mówiące o braku konieczności zmiany Konstytucji RP (w tym artykułu 227) przy wprowadzaniu euro. Część konstytucjonalistów uważa, że zmiana ustawy zasadniczej jest tylko dostosowaniem polskich przepisów wewnętrznych do obowiązującego już prawa wspólnotowego. Powołują się na wyższość prawa unijnego nad polską konstytucją, co stoi jednak w sprzeczności z wykładnią Trybunału Konstytucyjnego, zawartą w sentencji wyroku o zgodności traktatu akcesyjnego z Konstytucją RP. Trybunał stanął wówczas na stanowisku, iż zasada pierwszeństwa prawa wspólnotowego dotyczy ustaw, nie zaś samej Konstytucji. Planom wprowadzenia euro bez zmiany Konstytucji sprzeciwia się PiS.
Rządzący w Polsce w latach 2015–2017 rząd Beaty Szydło podchodził do kwestii wejścia Polski do strefy euro bez entuzjazmu. Konrad Szymański, wiceminister spraw zagranicznych, pytany w 2017 o perspektywę wejścia Polski do strefy euro przed rokiem 2025, odpowiedział, że określenie polskiego stanowiska zależy od rozwiązania wewnętrznych problemów w eurolandzie.
W 2025 roku na pytanie o euro w Polsce (w kontekście przystąpienia Bułgarii do strefy euro) minister finansów Andrzej Domański odpowiedział: „Polska w tej chwili nie prowadzi prac nad przystąpieniem do strefy euro.”

## Euro a inne kraje

### Bułgaria
Po wejściu do Unii Europejskiej w 2007 r. Bułgaria miała problemy z inflacją. Z tego powodu szybkie przyjęcie nowej waluty było niemożliwe. Jednak od 2012 r. Bułgaria spełnia większość kryteriów konwergencji. Waluta Bułgarii jest sztywno powiązana z euro (kurs: 1 euro = 1,95583 BGN). W dniu 10 lipca 2020 r. bułgarska lewa została wprowadzona do mechanizmu ERM II. Przystąpienie Bułgarii do strefy euro nastąpi 1 stycznia 2026 r., co zatwierdzili ministrowie finansów UE 20 czerwca 2025. 

### Czechy
Po wejściu do Unii Europejskiej w 2004 r. Czechy pierwotnie chciały wprowadzić euro w 2010 roku. Piętrzyły się głosy, by z powodu problemów gospodarczych wspólną walutę wprowadzić w późniejszym terminie. Premier Czech, Petr Nečas, powiedział, że nie planuje przystąpienia do strefy euro podczas jego rządów. W noworocznym orędziu w styczniu 2024 roku, prezydent Czech Petr Pavel zaapelował, aby podjąć konkretne kroki, które doprowadzą Republikę Czeską do wypełnienia zobowiązania dotyczącego przyjęcia euro. W sprawie przyjęcia wspólnej waluty nie ma jednak jednolitego stanowiska rządu Petra Fiali.

### Dania
Dania jest unijnym państwem zwolnionym na mocy traktatu z Maastricht z obowiązku wprowadzenia u siebie waluty euro. W roku 2000 odbyło się dodatkowo referendum, w którym 53,2% społeczeństwa duńskiego odrzuciło pomysł wprowadzenia euro. W badaniu opiniotwórczego ekonomicznego pisma Børsen portalu z kwietnia 2010 roku wykazano, że 52% Duńczyków jest za wprowadzeniem europejskiej waluty, podczas gdy 41% przeciwko. Kolejne referendum było planowane na rok 2011, ale nie zostało przeprowadzone. Od początku istnienia strefy euro korona duńska funkcjonuje w ERM II w paśmie wahań ograniczonym do 2,25%.

### Rumunia
Rumunia jest państwem członkowskim UE od 2007 roku i podobnie jak Bułgaria ma problemy z dużą stopą inflacyjną. Narodowy Bank Rumunii (BNR) obrał 2015 jako rok docelowy dla wprowadzenia euro. Oficjalne założenia polityki pieniężnej (podpisane w 2010 roku przez ministra finansów publicznych i ministra sprawiedliwości) zakładały wejście Rumunii do strefy euro w dniu 1 stycznia 2015 roku. Jesienią 2011 roku władze kraju potwierdziły ten zamiar. W 2014 Rumunia oficjalnie ogłosiła, że dąży do wprowadzenia u siebie euro w 2019 roku.
W roku 2018 rząd Rumunii ogłosił, iż akcesja do strefy Euro może nastąpić w roku 2024, jednak na początku roku 2021 w związku ze skutkami gospodarczymi spowodowanymi pandemią koronawirusa zostało ogłoszenie przeniesienie tego momentu na lata 2027–2028.

### Szwecja
Szwecja, która jest członkiem Unii Europejskiej od 1995 r., przeprowadziła 14 września 2003 roku referendum, w którym jej obywatele nie poparli wprowadzenia euro. Ponieważ Szwecja zadeklarowała w porozumieniu akcesyjnym, że warunkiem do wprowadzenia waluty jest spełnienie kryteriów konwergencji, przyjęcie nowej waluty zostało utrudnione przez nieprzystąpienie do mechanizmu zmiany kursu. Kolejne referendum miało się odbyć około 2013 roku. Minister finansów wyraził swoje poparcie dla wprowadzenia waluty euro w Szwecji.

### Węgry
Po wejściu do Unii Europejskiej w 2004 r. Węgry zamierzały wprowadzić euro już w 2010 roku, jednak z powodu ciągłego wysokiego deficytu krajowego cel ten okazał się nieosiągalny. Później Węgry w związku z nowym zadłużeniem w wysokości 10% PKB miały najwyższe zadłużenie wśród wszystkich krajów wspólnoty.
| Kraj     | Waluta          | ISO 4217 | ERM II | Kurs             | Termin                                  |
| -------- | --------------- | -------- | ------ | ---------------- | --------------------------------------- |
| Bułgaria | lew             | BGN      | T      | = 1,95583        | 01.01.2026                              |
| Czechy   | korona czeska   | CZK      | N      | –                | –                                       |
| Dania    | korona duńska   | DKK      | T      | = 7,46038 ±2,25% | – (odrzucenie w referendum w 2000 roku) |
| Polska   | złoty           | PLN      | N      | –                | –                                       |
| Rumunia  | lej             | RON      | N      | –                | 2027-2028                               |
| Szwecja  | korona szwedzka | SEK      | N      | –                | – (odrzucenie w referendum w 2003 roku) |
| Węgry    | forint          | HUF      | N      | –                | –                                       |

## Negatywne konsekwencje wprowadzenia euro
Euro jako unia walutowa oznacza pozbawienie się przez państwa członkowskie wpływu na gospodarkę poprzez zmiany kursu walutowego i stóp procentowych. Instrumenty te są stosowane, gdy państwa tracą konkurencyjność międzynarodową, gdy ceny, w tym płace, stają się zbyt wysokie w stosunku do produktywności firm produkujących dobra eksportowalne. Wtedy dobra te zostają wypychane z rynku krajowego i międzynarodowego. Powoduje to spadek produkcji i zatrudnienia w firmach produkujących te dobra oraz pogorszenie bilansu handlowego i deficytu na rachunku obrotów bieżących. Spadek produkcji i zatrudnienia w firmach produkujących dobra eksportowalne może być równoważony wzrostem w sektorach ich nieprodukujących szczególnie w budownictwie i w usługach. Zwiększone zakupy za granicą i deficyt na rachunku obrotów bieżących są finansowane bez problemu kredytem dopóki jest on tani.
Państwa odzyskują konkurencyjność międzynarodową przez obniżenie cen dóbr eksportowalnych poprzez obniżenie kursu waluty krajowej albo poprzez obniżenie cen, w tym płac, w kraju (deflacja). W przypadku płynnego kursu waluty zmiana bilansu płatniczego zmienia kurs walutowy, co zmienia wartość dóbr krajowych na rynku międzynarodowym z dnia na dzień, automatycznie i powszechnie. W przypadku sztywnego kursu waluty krajowej do waluty partnerów gospodarczych, jak w przypadku euro, pozostaje jedynie deflacja, która wymaga milionów decyzji, w tym zmiany umów. W przypadku spadku sprzedaży firmy raczej zwalniają część pracowników, a nie obniżają płace, także dlatego, że lepiej wykwalifikowani pracownicy mogą zmienić pracę. Raczej nie występują sytuację w których w firmach nie zagrożonych upadkiem pracownicy godzą się na obniżkę płac, aby zwiększyć zatrudnienie i sprzedaż. Odzyskiwanie konkurencyjności poprzez deflację jest procesem długotrwałym i powoduje wyższe bezrobocie i większy spadek PKB. I tak PKB w 2014 osiągnął 74% PKB z 2007 (ostatniego roku przed kryzysem) w Grecji, 91% we Włoszech, 93% w Portugalii i 94% w Hiszpanii, 105% w Niemczech, 107% w USA i 123% w Polsce.
Barry Eichengreen, a za nim Stefan Kawalec i Ernest Pytlarczyk porównują kryzys w strefie euro do wielkiego kryzysu, a samo euro do wymienialności walut na złoto (standard złota), która pogłębiła i przedłużyła kryzys, a kraje, które przeprowadziły dewaluację waluty, poradziły sobie znacznie lepiej. W przypadku waluty wymienialnej na złoto i wystąpienia deficytu handlowego niezrównoważonego napływem kapitału z zagranicy następował odpływ złota z rezerw banku centralnego. Aby zapobiec utracie rezerw, bank centralny podnosił stopę procentową, co powodowało obniżenie podaży kredytu. W rezultacie po wybuchu wielkiego kryzysu państwa, które zdewaluowały swoje waluty w 1931, miały wyraźnie wyższą produkcję przemysłową w 1934 niż w 1929 – w ostatnim roku przed kryzysem. Państwa złotego bloku miały produkcję przemysłową niższą o 22% niż przed kryzysem. W 1936 różnica ta wynosiła 41 punktów procentowych: odpowiednio 127% poziomu z 1929 w krajach po dewaluacji w 1931 i 86% w krajach złotego bloku. Państwa, które porzuciły wymienialność na złoto, mogły prowadzić ekspansywną politykę monetarną i fiskalną, w sytuacji kryzysu bez niebezpieczeństwa inflacji, zwiększający popyt krajowy uruchamiający niewykorzystywane w kryzysie moce produkcyjne.
Także w przypadku prowadzenia właściwej polityki euro utrudnia odzyskanie konkurencyjności, jak w przypadku Finlandii, która w 2016 miała PKB o 3% niższy niż w 2007, mimo że według Kawalca mogła uchodzić za wzór: zadłużenie przed kryzysem na poziomie niewiele ponad 30% PKB, znakomity system edukacji i miejsce w czołówce rankingu konkurencyjności.
Według Kawalca i Pytlarczyka nie ma możliwości wprowadzenia instrumentów gospodarczych zastępujących osłabienie waluty narodowej, więc należy rozwiązać strefę euro poprzez wychodzenie krajów najbardziej konkurencyjnych. Występowanie krajów w kryzysie grozi wybuchem paniki bankowej. Według nich jeśli rozwiązania strefy euro nie dokonają prorynkowi i proeuropejscy przywódcy to mogą tego dokonać ich antyrynkowi i antyeuropejscy następcy razem ze zniszczeniem Unii Europejskiej.
Według Josepha Stiglitza strefa euro nie posiada, w 2016, nowych mechanizmów gwarantujących, że każde państwo będzie rozwijało się w odpowiednim tempie. Wymaga to pogłębienia integracji politycznej i gospodarczej albo rozwiązania strefy euro. W przeciwnym wypadku długotrwałe kryzysy, jak kryzys zadłużenia w strefie euro będą się powtarzać. Według Stigliza sztywny wymóg utrzymywania deficytu budżetowego poniżej 3% PKB działa jak automatyczny destabilizator, gdy w wyniku kryzysu spadają dochody. W tej sytuacji cięcia wydatków prowadzą do dalszego spadku PKB.

## Nominały euro i centów
| Euro            | Centy (monety) |
| --------------- | -------------- |
| 1 euro (moneta) | 1 cent         |
| 2 euro (moneta) | 2 centy        |
| 5 euro          | 5 centów       |
| 10 euro         | 10 centów      |
| 20 euro         | 20 centów      |
| 50 euro         | 50 centów      |
| 100 euro        |                |
| 200 euro        |                |
| 500 euro        |                |

### Nominały okolicznościowe i kolekcjonerskie
Każdy kraj ma prawo do emisji dwóch monet okolicznościowych w roku. Są to zawsze monety o nominale 2 euro, mające te same cechy i właściwości oraz identyczną stronę wspólną jak zwykłe monety 2 euro. Wyróżniają się natomiast motywem okolicznościowym, umieszczonym na stronie narodowej.
Monety okolicznościowe są prawnym środkiem płatniczym w całej strefie euro, co oznacza, że można się nimi posługiwać – i trzeba je akceptować – na równi ze zwykłymi monetami obiegowymi. Najczęściej monety okolicznościowe emituje się dla upamiętnienia rocznic historycznych lub doniosłych wydarzeń bieżących. Pierwszą taką monetę wyemitowała Grecja z okazji igrzysk olimpijskich w Atenach w 2004.
Oprócz tego emitowane są kolekcjonerskie monety euro o nietypowych nominałach: 0,25, ¼, 1 ½, 2 ½, 3, 4, 5, 6, 7, 8, 12, 12 ½, 14, 15, 25, 30, 50, 100, 150, 200, 250, 300, 400, 500, 1000, 2000, 2500, 5000, 10000, 100000 euro. Różne są także stopy w jakich te monety są wykonywane: srebro prób 500/100, 800/1000, 900/1000, 950/1000, złoto prób: 900/1000, 917/1000, 920/1000, 985/1000 oraz inne stopy: bimetal + złoto 750/1000, bimetal + srebro 900/1000 + Niob 998/1000, stopy Cu75 Zn20 Ni5, oraz Cu Ni, bimetal i Nordic gold.
Również banknoty wydawane są w nietypowych nominałach. W 2015 we Francji ukazał się po raz pierwszy banknot o nominale zero euro. Później takie nominały wydały m.in. Francja, Niemcy i Portugalia. Banknoty te są wydawane oficjalnie za zgodą Europejskiego Banku Centralnego i są wydawane zwykle w niskich nakładach, 5–30 tys.
Oficjalnym, trzyliterowym kodem euro (według ISO) jest EUR.

## Znak graficzny euro

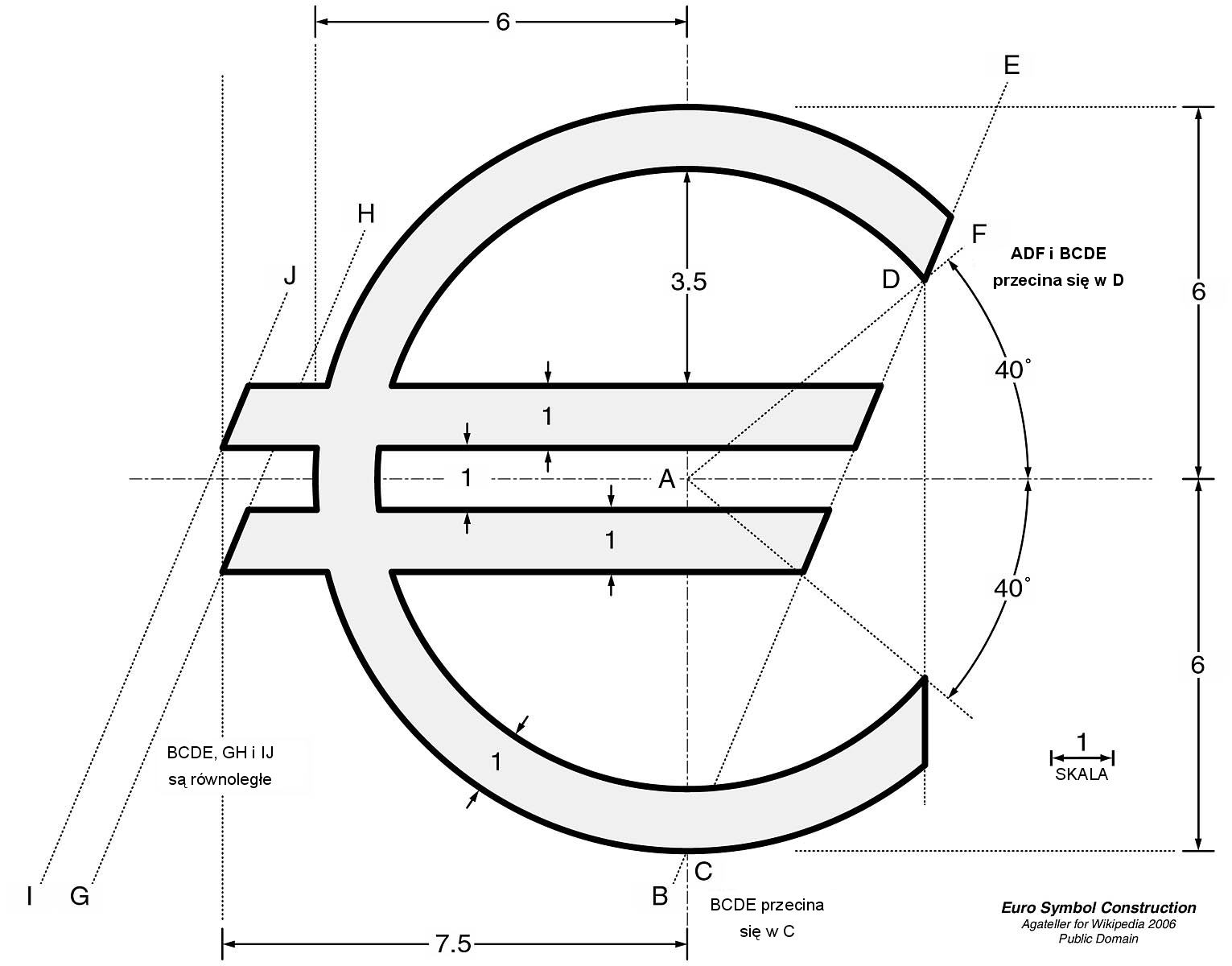
Oficjalna konstrukcja znaku graficznego euro

Komisja Europejska zadecydowała o kształcie symbolu euro. Znak graficzny euro jest grecką literą ε (epsilon) przeciętą dwiema równoległymi liniami. Symbolizuje ona korzenie cywilizacji europejskiej, próby zintegrowania kontynentu i zapewnienia stabilizacji wewnętrznej. Niektórzy dopatrują się również w symbolu euro wyzwania dla dolara amerykańskiego, dla którego charakterystyczną cechą są dwie pionowe linie, czy analogii do jena, którego symbol również posiada taki element.

## Znak € na klawiaturze
Zasugerowano, aby ta sekcja została przeniesiona do artykułu Euro (znak). (dyskusja)
W systemach operacyjnych rodziny Microsoft Windows, na większości klawiatur komputerowych (w tym polskiej i innych środkowoeuropejskich), znak € można wpisać przy wciśniętych klawiszach Prawy Alt+U lub przy włączonej klawiaturze numerycznej (Num Lock), wpisując przy wciśniętym Lewy Alt kolejno cyfry 0, 1, 2, 8 (Alt+0128 = €). Ta sama metoda działa w przypadku prawie wszystkich innych europejskich ustawień regionalnych (bałtycki, grecki, turecki i zachodnioeuropejski) oraz w przypadku ustawień arabskich i hebrajskiego, wyjątkiem są ustawienia regionalne używające cyrylicy – w tym wypadku należy wprowadzić cyfry 0, 1, 3, 6 (Alt+0136 = €). W przypadku klawiatury polskiej programisty (najpowszechniej używanej w Polsce) i niektórych innych układów klawiatury również wciśnięcie lewego lub prawego klawisza Alt (zwanego inaczej AltGr) i litery U da taki wynik (AltGr+U = €), w innych kombinacją taką może być AltGr+E, AltGr+4 albo AltGr+5 (w obu ostatnich przypadkach chodzi o klawisze standardowo oznaczone 4/$ i 5/% na głównej klawiaturze, nie cyframi 4 i 5 na numerycznej). Obsługa euro w systemach Windows 95 i NT 4 uzależniona jest od instalacji poprawki systemowej.
W przypadku niektórych programów można wpisać ciąg 20AC, a następnie wcisnąć klawisze Lewy Alt+X. 20AC to szesnastkowy numer pozycji, na której znak € umieszczony jest w unikodzie. Inne programy pozwalają wstawić znak ten kombinacją lewy Alt i 8364 (wpisanych z klawiatury numerycznej): Alt+8364 = €. 8364 to dziesiętny numer pozycji, na której znak € umieszczony jest w unikodzie.
W systemie Mac OS X, stosując układ klawiatury polski programisty, znak ten można uzyskać kombinacją klawiszy Option i cyfry 3 (⌥ Opt+3 = €). W układzie polskim maszynisty odpowiadającą kombinacją klawiszy jest ⌥ Opt+4.
W systemie Linux znak € zazwyczaj można wpisać przy użyciu Alt+E. Niemniej jednak może zdarzyć się, w zależności od dystrybucji, że będzie wymagana modyfikacja układu klawiatury. Można to zrobić, korzystając z ustawień układu klawiatury (ang. keyboard layout) dostępnych w centrum ustawień. W tym celu, po uruchomieniu układu klawiatury, należy wskazać używany układ (domyślnie wybrany aktualnie używany), a następnie posłużyć się przyciskiem „Opcje”. Na sam koniec należy z listy rozwijanej „Dodawanie znaków walut do pewnych klawiszy” zaznaczyć preferowany skrót, przy czym zaleca się ustawienie „Euro pod 5” aby móc korzystać z kombinacji Alt+5 w celu użycia znaku €.
Zważywszy na fakt, że znak € jest stosunkowo często stosowanym symbolem waluty, często zdarza się, że na nowych klawiaturach komputerów jest on nadrukowany na klawiszu 5/%. Sugeruje to użycie ww. kombinacji, niemniej jednak efekt zależy od użytego sterownika klawiatury.